# تجمع الصقيلية (العبر)

تعديل مصدري - تعديل

تجمع الصقيلية هو "تجمع بدوي" في عزلة العبر بمديرية العبر التابعة لمحافظة حضرموت، بلغ تعداد سكانها 85 نسمة حسب تعداد اليمن لعام 2004.